# Adam Horowitz
Pour les articles homonymes, voir Horowitz.
Adam Horowitz (né le 4 décembre 1971) est un scénariste et producteur américain, surtout connu pour son travail sur les séries télévisées américaines Lost : Les Disparus et Once Upon a Time.

## Filmographie

### Télévision
- 2001 : Felicity
- 2000 – 2001 : Popular
- 2002 - 2003 : Les Anges de la nuit
- 2003 : Black Sash (épisode 1.04)
- 2004 : La Vie comme elle est (épisode 1.08)
- 2004 : Les Frères Scott (épisode 1.20)
- 2005 - 2010 : Lost : Les Disparus
- 2011 - 2018 : Once Upon a Time
- 2013 - 2014 : Once Upon a Time in Wonderland
- 2016 : Dead of Summer : Un été maudit

### Films
- 2010 : Tron : L'Héritage